# Nello Pagani
Cirillo Pagani (Milão, Itália, 11 de outubro de 1911 – Bresso, Itália, 19 de outubro de 2003) foi um automobilista italiano que participou do Grande Prêmio da Suíça de 1950 de Fórmula 1.